# ChildsPlay
ChildsPlay is een Nederlands producerstrio en muziekgroep. De groep is afkomstig uit Amsterdam en bestaat uit dj KidQ (Steven Kwik), mc Don Perignon (Don Hoitink) en producer Keanu (Steve Keanu). Hun grootste hit Bobbel (2015) stond 20 weken in de Single Top 100.
Het trio brengt muziek voort in verschillende stijlen en met name in rap en traphall (een elektronische fusion van trapmusic, dancehall en moombahton). Zelf omschrijven ze hun muziek als opzwepend, tropisch en energiek.
Ze treden op tijdens festivals en in clubs in Nederland en in het buitenland, waaronder Suriname, Spanje en Portugal. ChildsPlay werkte samen met allerlei andere artiesten, onder wie Rihanna, Jayh, Jairzinho (Rotterdam Airlines), Boef en anderen.

## Discografie
ChildsPlay werkte mee aan een nummer van het hitalbum Gate 16 van Rotterdam Airlines. Zelf bracht het trio één album uit:

### Albums
| Jaar | Album            | Vlag van Nederland | Vlag van Nederland | Opmerkingen              |
| Jaar | Album            | 100                | weken              | Opmerkingen              |
| ---- | ---------------- | ------------------ | ------------------ | ------------------------ |
| 2016 | Zero fucks given | 30                 | 4                  |                          |
| 2020 | Juppige geinjes  | 23                 | 6                  | in samenwerking met Frsh |

### Singles
| Jaar | Act                                            | Nummer               | Vlag van Nederland | Vlag van Nederland | Opmerkingen |
| Jaar | Act                                            | Nummer               | 100                | Weken              | Opmerkingen |
| ---- | ---------------------------------------------- | -------------------- | ------------------ | ------------------ | ----------- |
| 2014 | ChildsPlay met Dio, Sjaak en Cho               | Afterparty           | -                  | -                  |             |
| 2015 | ChildsPlay met Cho, SBMG, Ares en Serano       | Shotje               | -                  | -                  |             |
| 2015 | ChildsPlay met Jayh                            | Bobbel               | 53                 | 20                 | Tipparade   |
| 2016 | ChildsPlay met Chuckie & Shaylen               | Warrior              | -                  | -                  |             |
| 2016 | ChildsPlay met SBMG                            | Ze weten van je      | 93                 | 1                  |             |
| 2016 | ChildsPlay met Hef, Boef, Lijpe en MocroManiac | Muhammad Ali         | 95                 | 2                  |             |
| 2016 | ChildsPlay met Jairzinho en BKO                | Barman               | 79                 | 2                  |             |
| 2017 | ChildsPlay met AfroTura & 3robi                | Puta                 | tip                | -                  |             |
| 2017 | ChildsPlay met Mula B & IliassOpDeBeat         | Geven aan mijn neven | 71                 | 1                  |             |
| 2019 | ChildsPlay met Frsh                            | Tis oke mop          | 33                 | 21                 |             |
| 2019 | ChildsPlay met Frsh en Spens                   | Izakaya              | 76                 | 2                  |             |
| 2019 | ChildsPlay met Frsh                            | Noncha               | 94                 | 1                  |             |
| 2019 | ChildsPlay met Frsh                            | Tijger               | 68                 | 1                  |             |
| 2020 | ChildsPlay met Young Ellens en Geechi          | Juppig               | 93                 | 1                  |             |
| 2020 | ChildsPlay                                     | Loev                 | 83                 | 1                  |             |